# 飯尾憲士
飯尾 憲士（いいお けんし、1926年8月21日 - 2004年7月26日）は、日本の小説家。大分県竹田市生まれ。

## 経歴
父は1916年に日本統治下の朝鮮・京城から渡日した朝鮮人、母は日本人で、戸籍上は母の私生児であった。旧制竹田中学を卒業後、1944年陸軍航空士官学校に入学するも、終戦のため中途退学。1949年第五高等学校文科卒。新制高校の教師や、業界誌編集などの後、文筆業などに従事した。
1964年「炎」（『詩と真実』）で芥川賞候補、『文學界』に転載される。1975年初の著書を刊行、1978年父の秘密を描いた「海の向うの血」ですばる文学賞佳作。1980年「ソウルの位牌」で、1981年「隻眼の人」で芥川賞候補、1982年、終戦直後に自決した航空士官学校時代の自身の区隊長であった上原重太郎大尉の真相を追う『自決』が直木賞候補となり注目される。以後、軍人や朝鮮民族の血を描いた小説を発表した。

## 著書
- 『孤高 伝統を守る人と技と』 エルム 1975
- 『ソウルの位牌 集英社』 1980 のち文庫
- 『自決 森近衛師団長斬殺事件』 集英社 1982 のち文庫、光人社NF文庫
- 『艦と人 海軍造船官八百名の死闘』 集英社 1983 のち文庫
- 『隻眼の人』 文藝春秋 1984
- 『島に陽が昇る 元陸軍参謀飯尾町長と町民の記録』 PHP研究所 1984 のち集英社文庫
- 『開聞岳 爆音とアリランの歌が消えてゆく』 集英社 1985 のち文庫
- 『五高生殺人 思いや狂う』 集英社 1986
- 『魂へ』 文藝春秋 1988
- 『静かな自裁』 文藝春秋 1990
- 『怨望 日本人の忘れもの エッセイ集』 蝸牛社 1993
- 『平松守彦のヤル気を起こす（構成）』中経出版 1994
- 『【手偏に合＋辛】抬【手偏に合＋辛】【拘＋口】（さむはら）』 集英社 1994　ISBN 4087741036
- 『一九四〇年釜山』 文藝春秋 1995
- 『殺意』 集英社 1997
- 『毒笑 遺稿集』 集英社 2004